# Ioana Mihăilă
Ioana Mihăilă, född 20 november 1980 i Lăzăreni, är en rumänsk läkare och politiker, som från april till november 2021 var Rumäniens hälsominister som representant för USR-PLUS.
Hon växte upp i byn Lăzăreni i länet Bihor i nordvästra Rumänien och flyttade 1999 till Cluj-Napoca. Hon avlade medicinska examina vid Iuliu Hațieganus medicinska och farmaceutiska universitet respektive Grigore T. Popas medicinska och farmaceutiska universitet och arbetade därefter som specialistläkare inom endokrinologi mellan 2006 och 2010. 2018 gick hon med i det nystartade Partiet för frihet, enighet och solidaritet (PLUS) och blev ordförande för dess lokalavdelning i Bihor. 2020 kandiderade hon till stadsfullmäktige i Oradea för valplattformen Alliansen 2020 USR-PLUS..
I februari 2021 utsågs hon till statssekreterare på hälsoministeriet av premiärministern Florin Cîțu. för att den 21 april samma år utses till hälsominister. Hon avgick i november 2021 efter att Cîțu avsatts genom misstroendevotum.